# Павлюк Василь Михайлович
Васи́ль Миха́йлович Павлю́к (2 березня 1958, Яремча) — український актор та дипломат. Генеральний консул України в Любліні (Польща). Двічі обирався депутатом Львівської міської ради (у 2006 та 2009 рр.).

## Життєпис
Народився 2 березня 1958 року в місті Яремча на Станіславщині. Протягом 1977—1979 років навчався в театральній студії при театрі ім. І. Франка в м. Івано-Франківськ, де здобув професію актора і режисера драматичного колективу. У 1980—1985 роках навчався в Львівському торгово-економічному інституті. У 2012 році закінчив Луцький інститут розвитку людини "Відкритий міжнародний університет розвитку людини «Україна»", за спеціальністю «Документознавство та інформаційна діяльність», магістр. У 2014 році закінчив Львівський державний університет внутрішніх справ, за спеціальністю «Менеджмент організацій і адміністрування», магістр.
Трудову діяльність розпочав у 1981 році актором в Івано-Франківському театрі ляльок імені Марійки Підгірянки.
У 1985—1986 рр. — продовжив акторську роботу у Львівському театрі ляльок.
У 1989—1992 рр. — працював завідувачем видавничого відділення Львівського обласного відділення Українського фонду культури.
У 1989—1990 рр. — завідувач господарського відділу Творчо-виробничого об'єднання «Ґердан».
У 1990—1991 рр. — адміністратор відділу видовищних заходів Творчо-виробничого об'єднання «Ґердан».
У 1991—1992 рр. — завідувач виробничо-видавничого відділу Львівського обласного відділення Українського фонду культури.
У 1992 році — менеджер футбольного клубу «Карпати», Львів.
У 1993—1994 рр. — заступник директора ТОВ «Цезарь».
У 1994—1999 рр. — директор кінотеатру «Дружба» відділу культури Львівської міської ради.
У 1999—2002 рр. — голова правління ТзОВ «Ґорґан».
У 2002—2008 рр. — директор ПП "Компанія «Ґорґан».
У 2006—2010 рр. — депутат Львівської міської ради, член Політради і Політвиконкому ВО "Свобода", член постійної депутатської комісії з питань архітектури, містобудування та охорони історичного пам'яті.
У 2008—2010 рр. — директор ТзОВ КВЦД «Кассандра».
У 2010—2015 рр. — секретар Львівської міської ради, член Політради і Політвиконкому ВО "Свобода".
З 27 березня 2015 до квітня 2023 року — Генеральний консул України в польському місті Люблін.
Одружений, має двох синів: Назар і Остап-Іван